# Biểu tình phản đối quần đảo Senkaku năm 2010

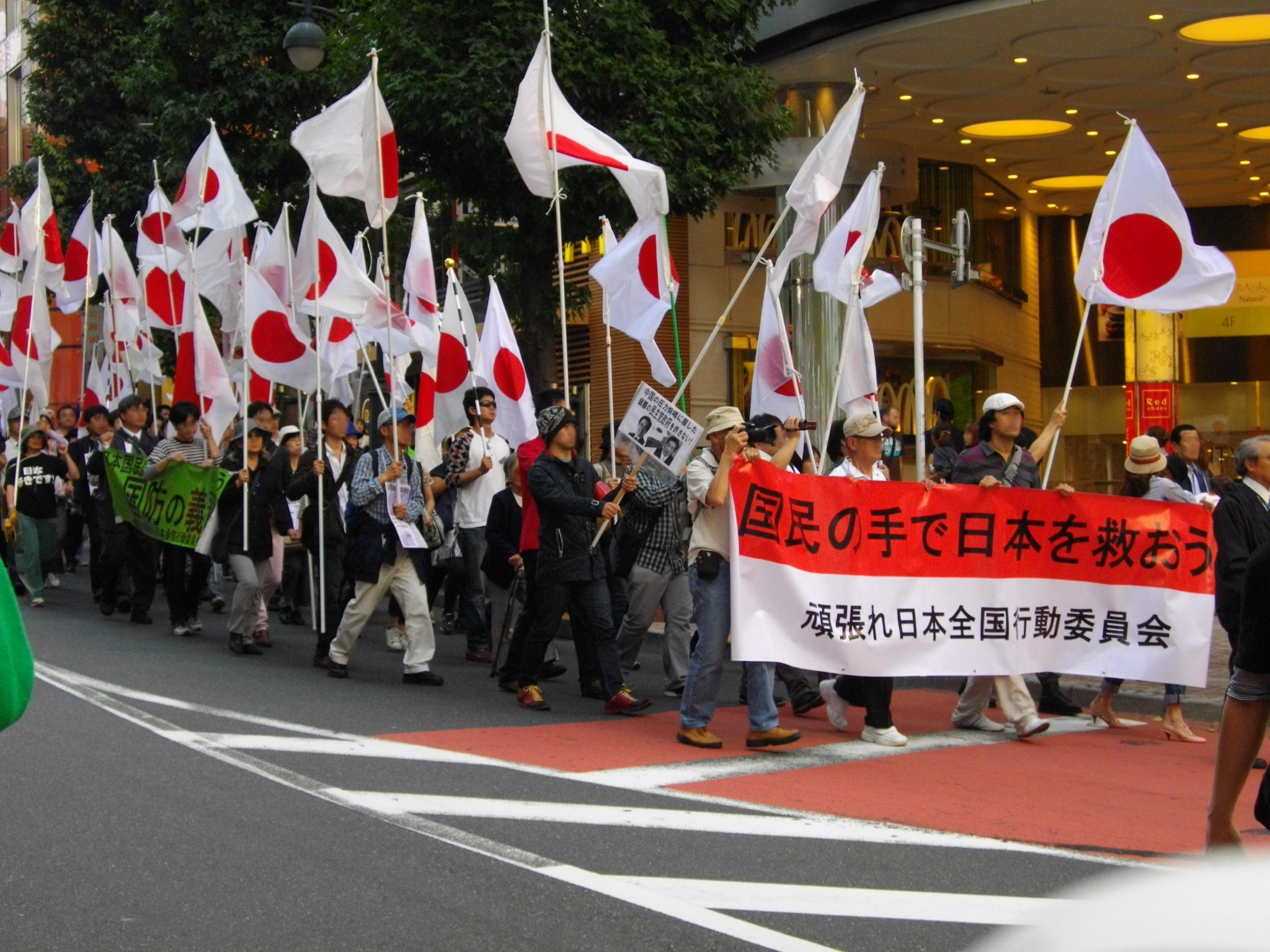
Biểu ngữ 「Cuộc xâm lược quần đảo Senkaku của Trung Quốc! Hành động đoàn kết dân tộc quốc gia」 tại Shibuya ngày 2 tháng 10 năm 2010.

Biểu tình phản đối quần đảo Senkaku năm 2010 là một loạt các cuộc biểu tình xảy ra tại Nhật Bản, Trung Quốc, Đài Loan bắt nguồn trực tiếp từ vụ va chạm tàu Senkaku năm 2010. Sau vụ va chạm tàu Senkaku năm 2010, các cuộc biểu tình diễn ra ở nhiều nơi tại Nhật Bản (bao gồm Tokyo, Okinawa) để phản đối chính phủ Trung Quốc và quan điểm đáp trả thiếu cứng rắn của chính phủ Nhật Bản.
Mặt khác tại Trung Quốc, biểu tình bài Nhật và 'phản kháng biểu tình bài Trung của Nhật Bản' diễn ra tại nhiều nơi (như Tứ Xuyên, Hà Nam). Những người Trung Quốc biểu tình đã tấn công và phá hoại các cửa hàng của công ty Nhật Bản cũng như ô tô nhãn hiệu Nhật Bản, quy mô biểu tình vượt quá khả năng kiểm soát của chính phủ Trung Quốc nhưng sau khi thực hiện các biện pháp trấn áp như cảnh sát vũ trang thì biểu tình đã kết thúc. Ngoài ra, một số cuộc biểu tình đã sử dụng bài Nhật như một vỏ bọc nhằm chỉ trích các vấn đề đối nội của chính phủ Trung Quốc và thu hút sự chú ý từ truyền thông đại chúng Nhật Bản.

## Biểu tình tại Nhật Bản

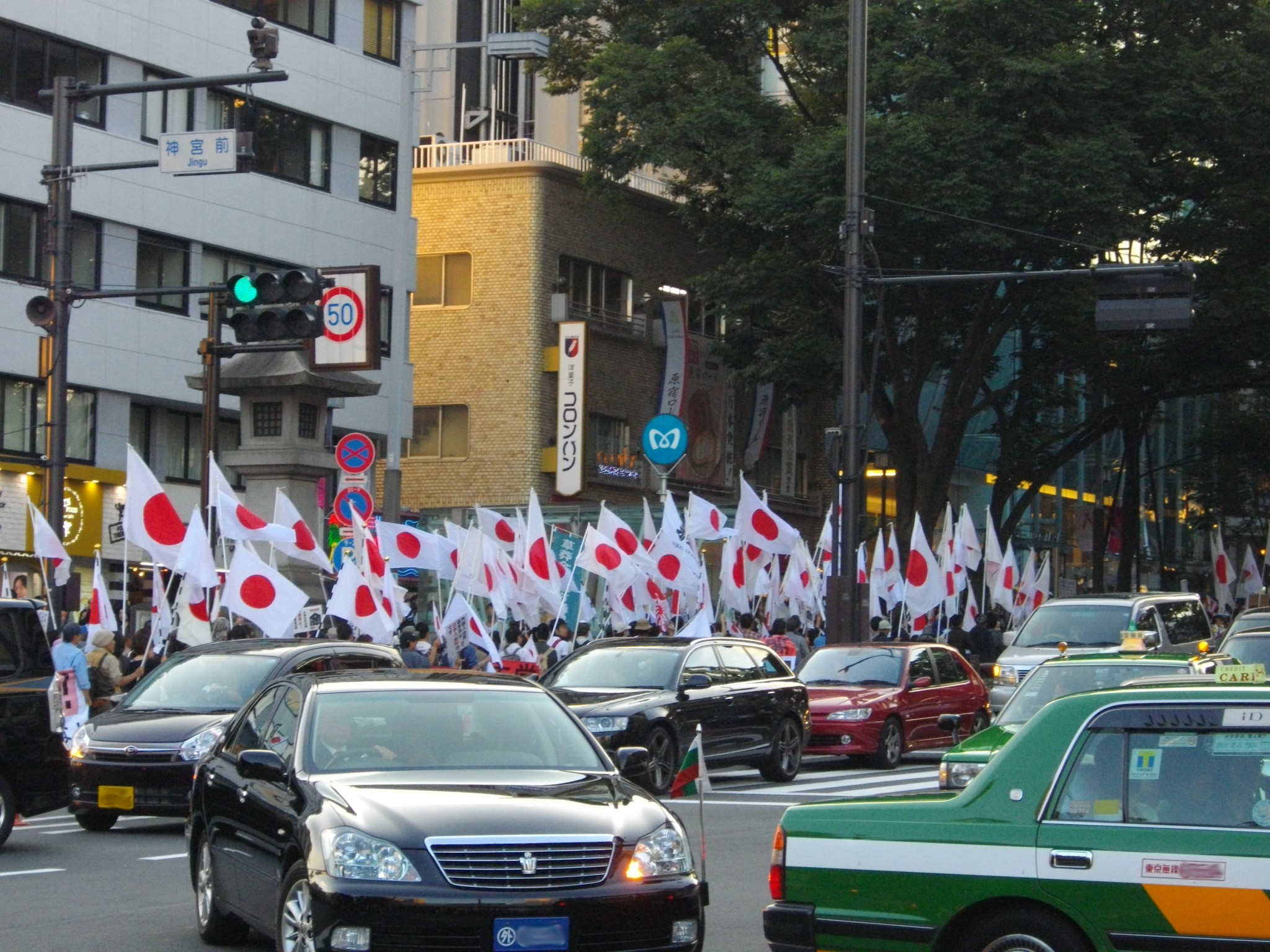
Biểu tình diễu hành tại Jingūmae thuộc Shibuya ngày 2 tháng 10 năm 2010.

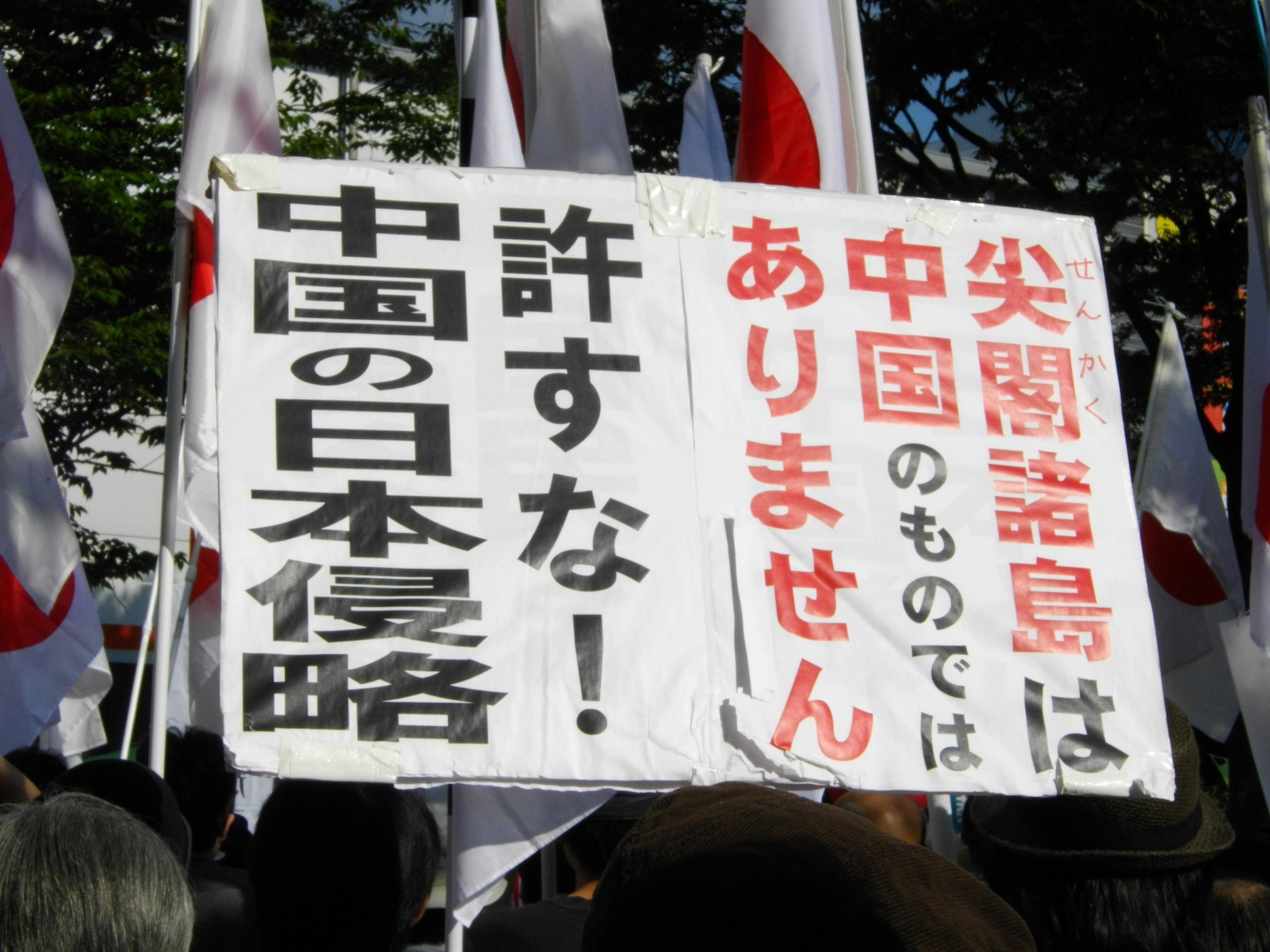
Áp phích ghi các địa điểm Biểu tình diễu hành tại Shibuya ngày 2 tháng 10 năm 2010.

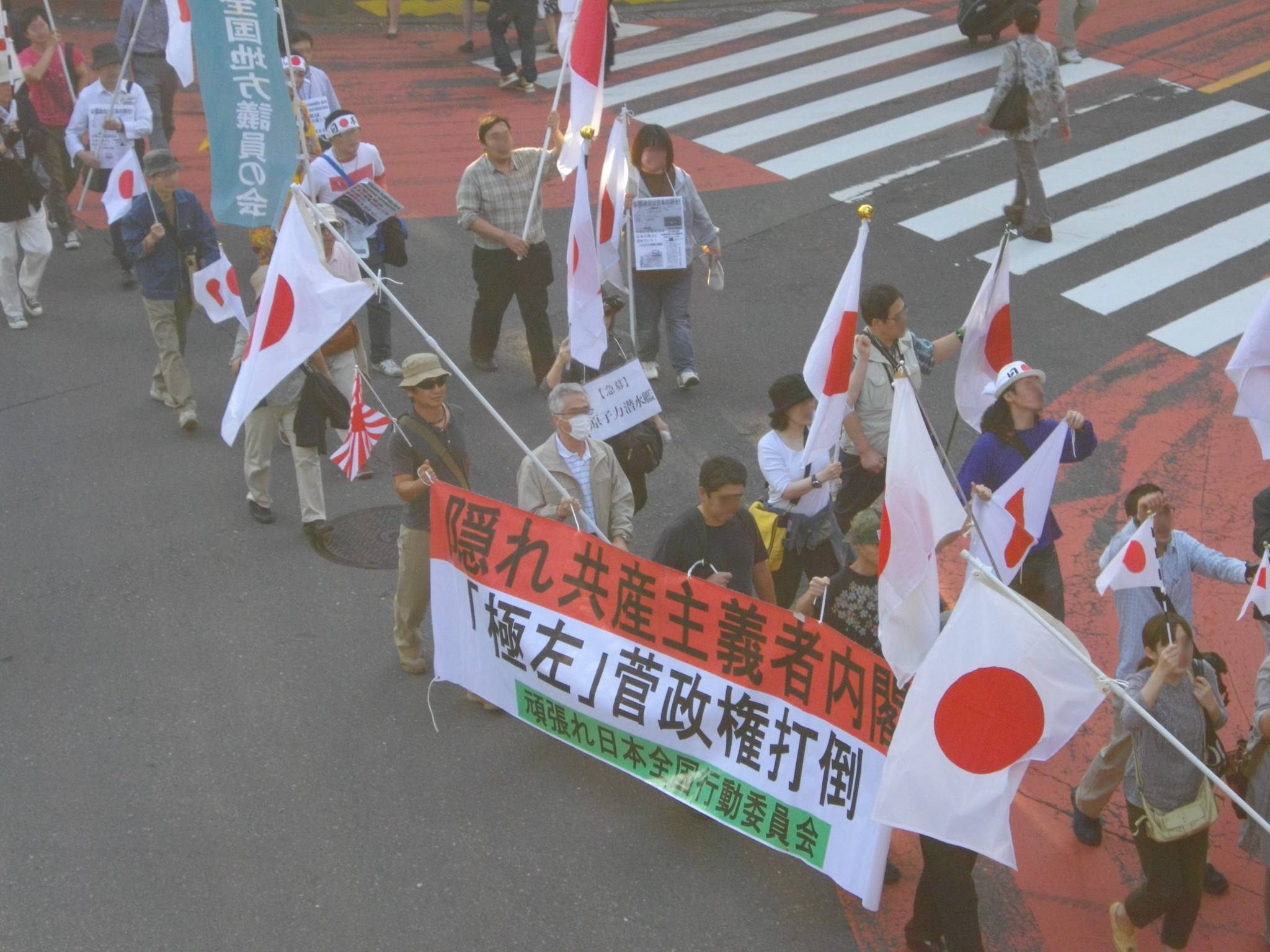
Biểu ngữ thể hiện trong biểu tình diễu hành tại Shibuya ngày 2 tháng 10 năm 2010.

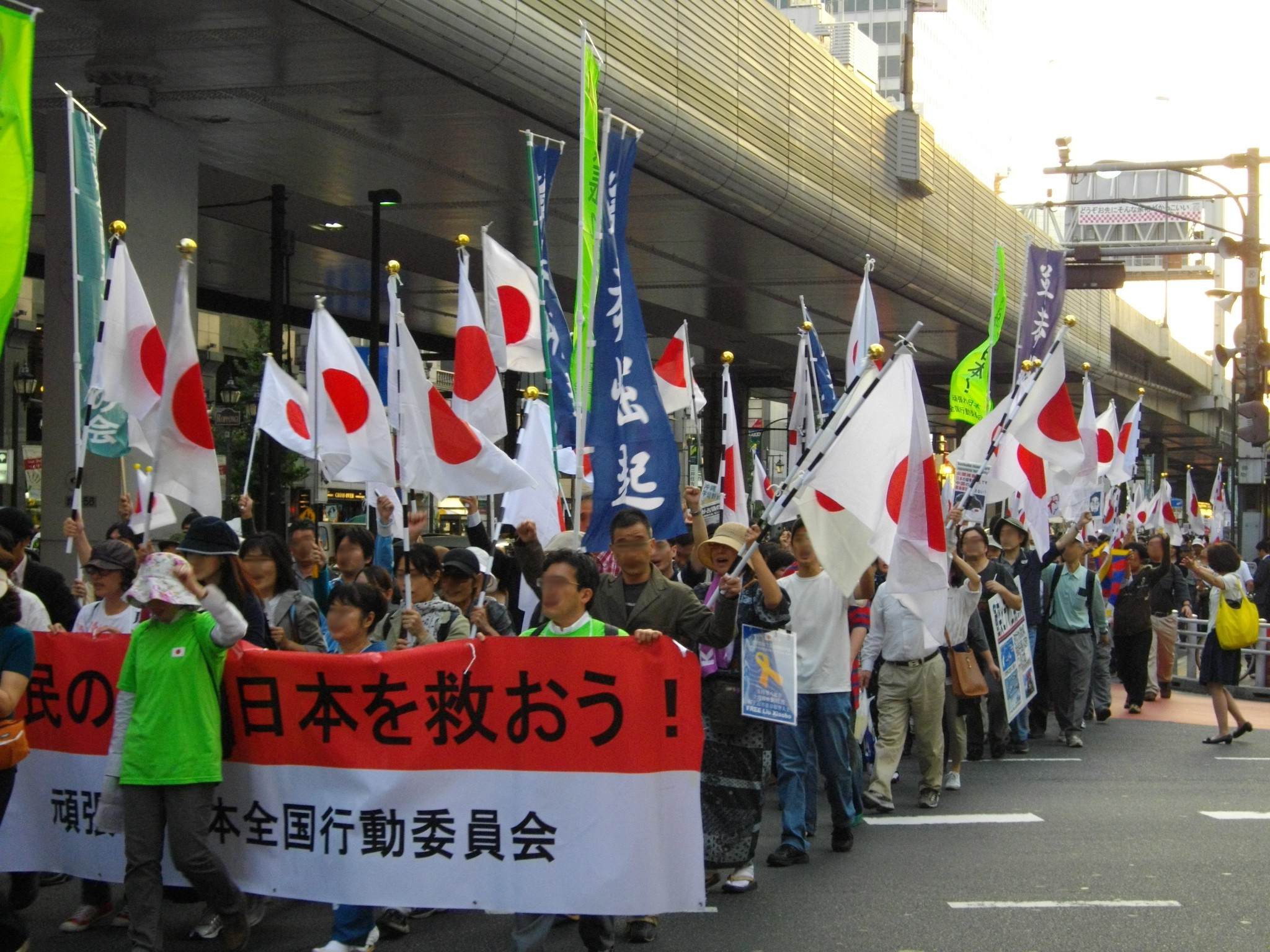
Biểu tình diễu hành bên ngoài Đại sứ quán Trung Quốc tại Roppongi ngày 16 tháng 10 năm 2010.

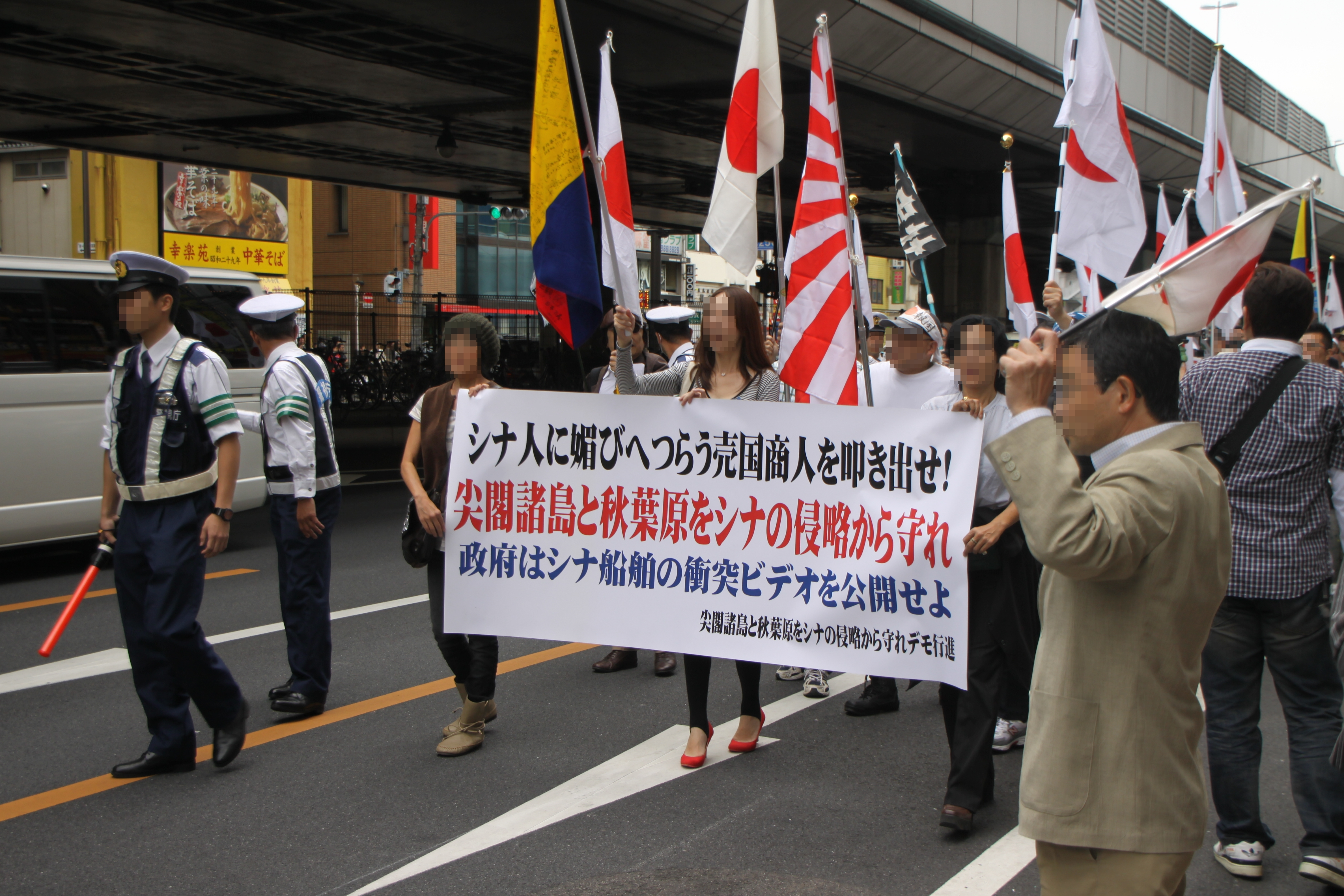
Biểu ngữ 'Bảo vệ quần đảo Senkaku và Akihabara khỏi Trung Quốc! Biểu tình diễu hành' tại Shibuya ngày 17 tháng 10 năm 2010.

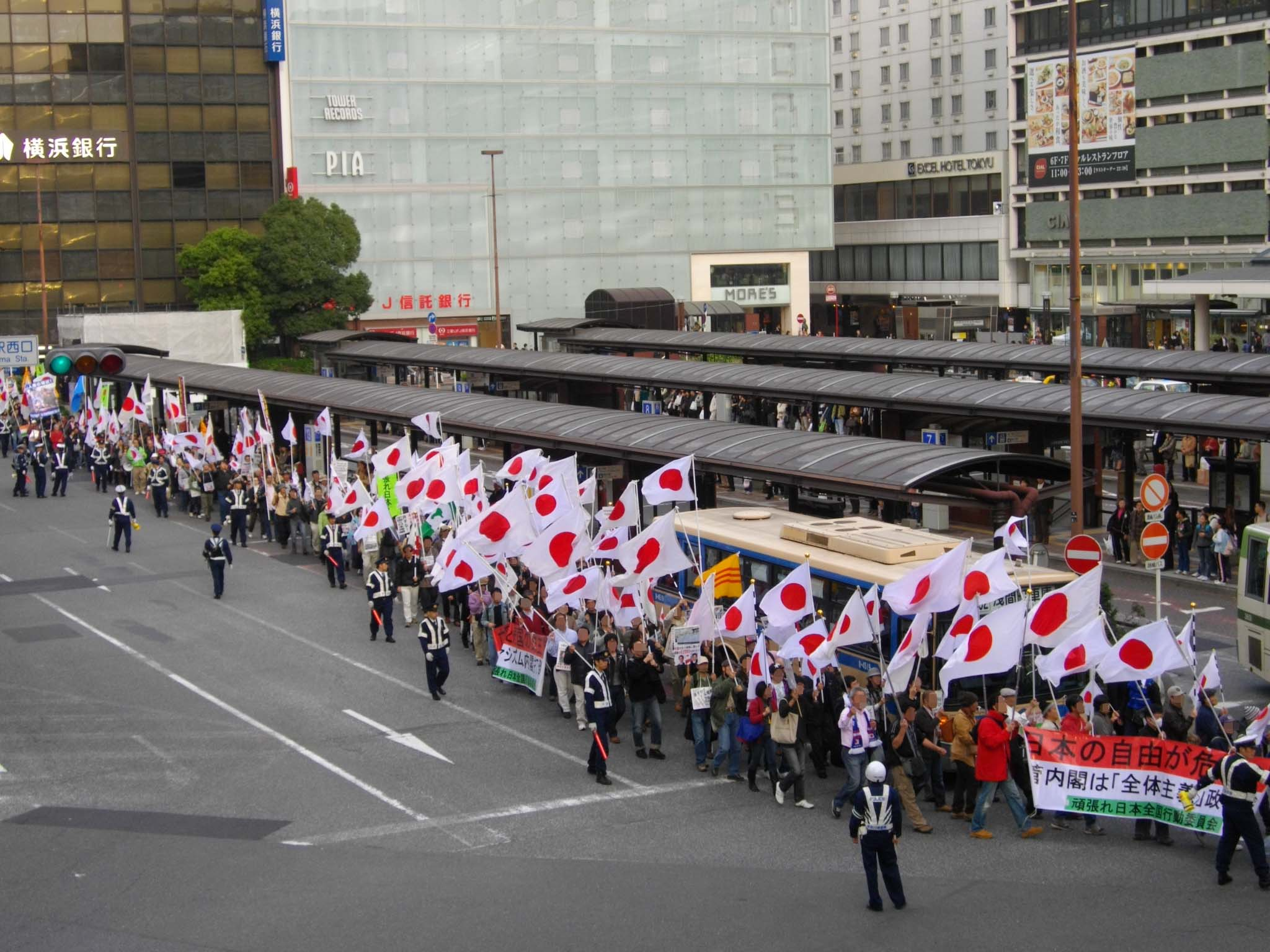
Biểu tình phản đối sự xâm lược châu Á và đàn áp nhân quyền của Trung Quốc tại Diễn đàn Hợp tác Kinh tế châu Á - Thái Bình Dương 2010 được tổ chức tại Yokohama ngày 13 tháng 11 năm 2010.

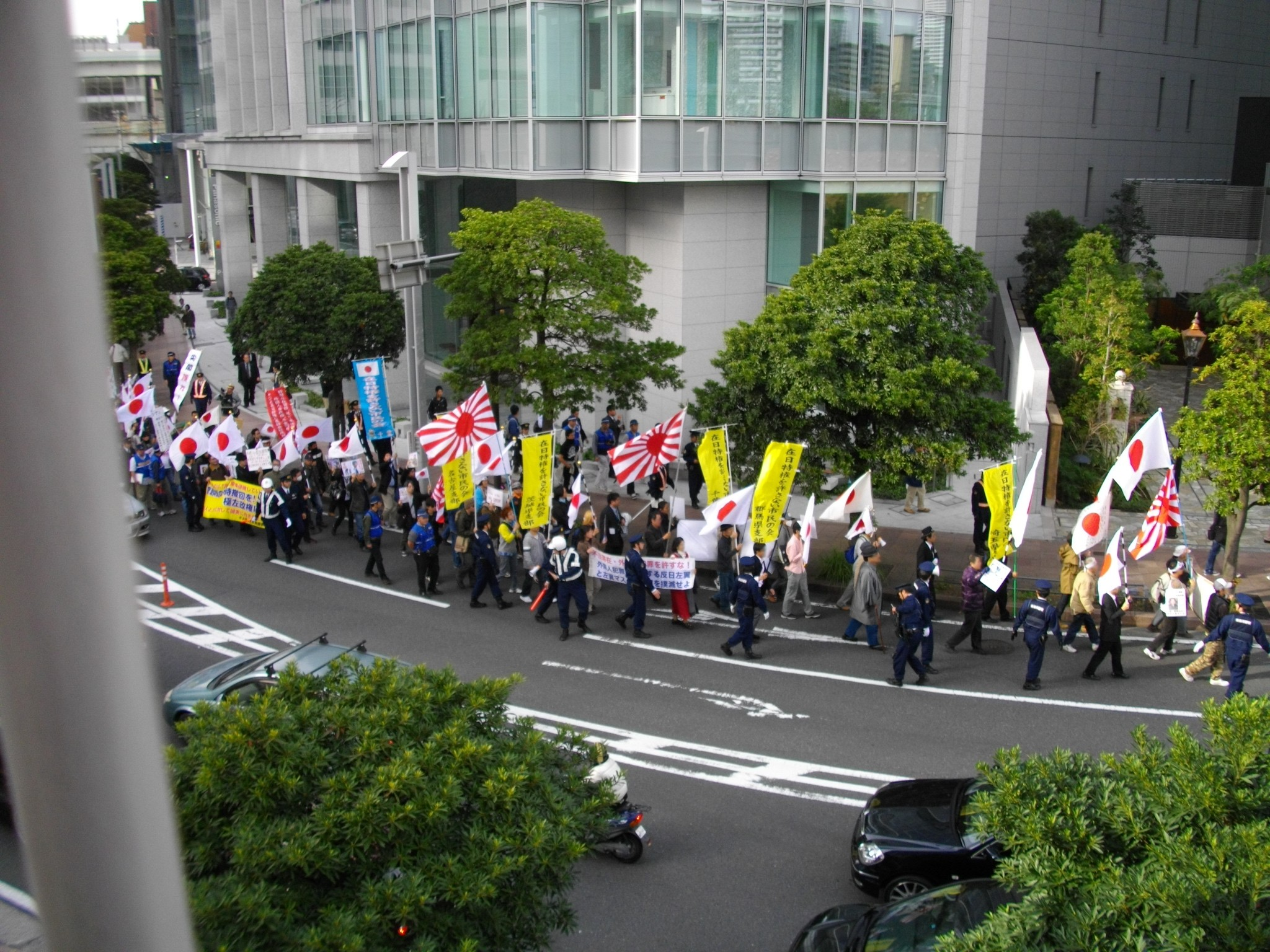
Biểu tình diễu hành của Zaitokukai tại Yokohama ngày 13 tháng 11 năm 2010.

### Bối cảnh
Ngày 2 tháng 10 năm 2010, các cuộc biểu tình đã diễn ra tại 30 quận. Chủ tịch Tamogami Toshio của Cố lên Nhật Bản! Uỷ ban Hành động Quốc gia, Hiệp hội Người Duy Ngô Nhĩ Nhật Bản, Hội hữu Lý Đăng Huy Nhật Bản, Hội nghị viên địa phương quốc gia Kusanagi tổ chức biểu tình diễu hành lớn tại Shibuya ở Tokyo với khoảng 2.700 người tham gia theo công bố từ bên tổ chức. Một cuộc gặp mặt được tổ chức tại công viên Yoyogi, Tamogami Toshio, Masataka Sugawara (tổng thư ký Hội hữu Lý Đăng Huy Nhật Bản), Ilham Mahmut, Yamada Hiroshi, Noriyuki Tsuchiya và nhiều người khác đã đọc bài phát biểu; sau đó diễu hành qua ga Shibuya, ga Omotesandō, ga Harajuku và quay lại diễu hành tại công viên Yoyogi. Theo báo cáo của kênh văn hóa Nhật Bản Sakura, biểu tình tại Nagoya diễn ra cùng ngày với hơn 400 người tham gia. Ngày 3 tháng 10 năm 2010 tại Okinawa, một cuộc biểu tình do 'Uỷ ban hành pháp bảo vệ quần đảo Senkaku' tổ chức với khoảng 1.500 tham gia theo công từ bên tổ chức.
Ngày 16 tháng 10, Cố lên Nhật Bản! Uỷ ban Hành động Quốc gia tổ chức một cuộc biểu tình lớn và một cuộc diễu hành lần thứ hai về quần đảo Senkaku tại quận Roppongi thuộc Tokyo với khoảng 3.200 người tham gia theo công bố từ bên tổ chức (khoảng 2.800 người theo công bố của cảnh sát, khoảng 5.800 người theo công bố của Văn Hối ở Hồng Kông, gần 6.000 người theo báo cáo của Đài Á Châu Tự Do) mà không có sự nhầm lẫn nào. Hai người trẻ dường như là người Hoa tại Nhật Bản phản đối cuộc biểu tình bằng cách viết biểu ngữ 'chủ nghĩa Sô vanh' và cố gắng ngăn cản cuộc biểu tình diễu hành trong khi hô to 'chủ nghĩa đế quốc bành trướng', một số vụ gây hấn được cảnh sát ngăn chặn. Kênh văn hóa Nhật Bản Sakura nói rằng những nhân vật này có tổng số bốn người (hai người Trung Quốc cầm biểu ngữ, một người Nhật gây bạo lực, một người Nhật ghi hình lại sự việc) là một sự hóa trang trá hình, đồng thời thực hiện một báo cáo cải chính rằng 'hai người cuối cùng (người Nhật và người chụp ảnh) không có thực và bị hiểu lầm. Sau đó, khoảng 2.000–3.000 người biểu tình diễu hành trước Đại sứ quán Trung Quốc tại quận Roppongi thuộc Tokyo và trao gửi một bức thư để phản đối, biểu tình kết thúc khoảng hai giờ sau đó. Cùng ngày, 'Uỷ ban hành pháp Okinawa bảo vệ quần đảo Senkaku khỏi sự xâm lược lãnh hải của Trung Quốc được tổ chức tại Ginowan với khoảng 700 người tham gia.
Đáp lại những cuộc biểu tình, Bộ Ngoại giao Cộng hòa Nhân dân Trung Hoa thông báo một cuộc đối thoại để đảm bảo an ninh cho đại sứ quán và các lãnh sự quán Trung Quốc tại Nhật Bản. Ngày 22 tháng 10, một cuộc biểu tình lớn do 'Uỷ ban điều hành Kansai bảo vệ quần đảo Senkaku' tổ chức tại Ōsaka, khoảng 1.000 người tham gia diễu hành tại đường Midōsuji theo lời kêu gọi của bên tổ chức. Ngày 23 tháng 10, một cuộc biểu tình khoảng 300 người do Cố lên Nhật Bản! Uỷ ban Hành động Quốc gia và trụ sở tỉnh Kanagawa tổ chức tại Takamatsu thuộc Kagawa. Ngày 31 tháng 10, một cuộc biểu tình tái diễn lần hai trong cùng tháng tại Nagoya với khoảng 650 người tham gia diễu hành.
Ngay sau vụ phát tán video Senkaku năm 2010 vào ngày 6 tháng 11, chủ tịch Cố lên Nhật Bản! Uỷ ban Hành động Quốc gia Tamogami Toshio, Koike Yuriko, Yamada Hiroshi, Shingo Nishimura, Pema Gyalpo và nhiều người khác tổ chức 'hội nghị đoàn kết và tự do nhân quyền châu Á' tại Hội trường hòa nhạc ngoài trời Hibiya thuộc công viên Hibiya ở Tokyo; hội nghị đã chỉ trích chủ nghĩa bành trướng và đàn áp nhân quyền của Trung Quốc cũng như phản đối chính sách đối ngoại của đảng Dân chủ. Ngay sau hội nghị, khoảng 4.500 người tham gia biểu tình tại Hibiya, Ginza, Yūrakuchō theo công bố từ bên tổ chức (hoặc khoảng 3.800 người theo báo cáo của cảnh sát). Đây là biểu tình lớn lần thứ ba về quần đảo Senkaku tại Tokyo; những người biểu tình gồm sinh viên, bà nội trợ cùng thành viên gia đình là những nhóm người lần đầu tham gia biểu tình.
Trong cùng thời gian diễn ra APEC Nhật Bản 2010 tại Yokohama vào ngày 13 tháng 11, Cố lên Nhật Bản! Uỷ ban Hành động Quốc gia tổ chức một cuộc 'biểu tình phản đối sự xâm lược châu Á và đàn áp nhân quyền của Trung Quốc tại Yokohama với khoảng 3.500 người tham gia diễu hành về vấn đề lãnh thổ quần đảo Senkaku theo công bố từ bên tổ chức. Ngày 14 tháng 11 tại trước ga Yokohama, chủ tịch Cố lên Nhật Bản! Uỷ ban Hành động Quốc gia Tamogami Toshio tổ chức một hoạt động tuyên truyền đường phố ủng hộ Lực lượng Bảo vệ bờ biển Nhật Bản sau vụ phát tán video Senkaku năm 2010 với khoảng 1.400 người tham gia. Ngày 20 tháng 11 tại Ōsaka, Cố lên Nhật Bản! Uỷ ban Hành động Quốc gia tổ chức 'Cuộc xâm lược quần đảo Senkaku của Trung Quốc! Hành động đoàn kết dân tộc quốc gia tại Ōsaka' với 3.300 người tham gia diễu hành ở đường Midōsuji, Tamogami Toshio và Shingo Nishimura thực hiện các hoạt động tuyên truyền đường phố trước ga Namba.
Cố lên Nhật Bản! Uỷ ban Hành động Quốc gia tổ chức biểu tình 'đả đảo nội các đảng Dân chủ' xoay quanh vấn đề tranh chấp quần đảo Senkaku với tổng cộng khoảng 5.700 người tham gia diễu hành trước Tòa Nghị sự Quốc hội và trụ sở đảng Dân chủ vào ngày 1 tháng 12, sau đó tiếp tục vào ngày 18 tháng 12 tại Shibuya và Harajuku. Các nghị sĩ quốc hội như Hiranuma Takeo, Yamatani Eriko và nhiều nhà lập pháp địa phương có mặt tại biểu tình vào ngày 1 tháng 12; một thành viên thuộc hội đồng thành phố Ishigaki và từng đổ bộ lên quần đảo Senkaku ngày 10 tháng 12 đã cáo buộc phản ứng của đảng Dân chủ đối với vấn đề tranh chấp quần đảo Senkaku tại biểu tình ngày 18 tháng 12.

### Vấn đề truyền thông Nhật Bản
Các cuộc biểu tình tại Shibuya ngày 2 tháng 10 được công bố trước trên kênh văn hóa Nhật Bản Sakura vào ngày 28 tháng 9 năm 2010 theo báo cáo từ bên tổ chức, The Wall Street Journal công bố thời gian diễn ra biểu tình dựa trên thông báo của bên tổ chức vào ngày 29 tháng 9, bài viết của The Wall Street Journal được biên tập lại trên Yonhap bằng tiếng Hàn Quốc và Nihon Keizai Shimbun phiên bản tiếng Anh, BBC phiên bản tiếng Trung Quốc xuất bản thông tin về lịch trình biểu tình tại Nhật Bản vào ngày 1 tháng 10. Ngay sau khi biểu tình ngày 2 tháng 10 diễn ra, nhiều hãng truyền thông quốc tế lớn đưa tin như Reuters, The Wall Street Journal, CNN, AFP; các quốc gia châu Á (như Trung Quốc, Hàn Quốc, Đài Loan, Thái Lan, Việt Nam, Indonesia, Singapore) và khu vực khác (như Úc, Cộng hòa Séc, Brasil, Iran, Kuwait, Canada) đã công bố thông tin ra khắp thế giới.
Tại Nhật Bản, mặc dù kênh văn hóa Nhật Bản Sakura đã phát sóng và đăng tải lên YouTube về tình trạng các cuộc biểu tình nhưng NHK và các mạng truyền hình chính vùng Kantō (Fuji TV, TV Asahi) cùng thông tin đại chúng gồm các tờ báo lớn (Asahi Shimbun, Mainichi Shimbun, Sankei Shimbun, Tokyo Shimbun) không có tin tức hoặc báo cáo. Truyền thông internet mới nổi (như J-CAST, Searchina) chỉ ra sự thiếu vắng bất thường của các kênh truyền thông lớn tại Nhật Bản, các kênh truyền thông lớn tại Nhật Bản có những trả lời bác bỏ như 'chúng tôi không thể trả lời bất cứ điều gì mà chúng tôi không phát sóng' hoặc 'chúng tôi không thể trả lời về các tiêu chí để đánh giá mục tin tức'.
Ngày 14 tháng 10, truyền thông tiếng Trung Quốc tại Singapore và Hồng Kông bắt đầu công bố trước các cuộc biểu tình tại Roppongi và biểu tình quanh Đại sứ quán Trung Quốc vào ngày 16 tháng 10 năm 2010, truyền thông Đài Loan công bố thông tin vào ngày 15 tháng 10. Tại Nhật Bản, Sankei Shimbun và NHK đã công bố thông tin biểu tình vào ngày 16 tháng 10. Các cuộc biểu tình tại Hibiya, Ginza, Yūrakuchō vào ngày 6 tháng 11 được Sankei Shimbun, Asahi Shimbun, Mainichi Shimbun công bố; NHK phát sóng thông tin biểu tình trong bản tin buổi tối ngày 6 tháng 11, Press TV của Iran tường thuật biểu tình diễu hành chi tiết và phỏng vấn bên tổ chức.

### Bình luận truyền thông
- Nhân vật nổi tiếng: Một trong những người kêu gọi biểu tình ngày 2 tháng 10 là Tamogami Toshio chỉ trích rằng 'thông tin biểu tình được phát hành trước cả truyền thông chính thống. Thật kỳ lạ khi biểu tình của người Trung Quốc được công bố trong ngày ngay cả khi quy mô chỉ trên chục người, nhưng không có công bố nào về rất nhiều người tập hợp tại Nhật Bản'.[5] Kosuke Nishimura tuyên bố rằng 'trong khi thông tin biểu tình tại Nhật Bản được công bố rộng rãi ở nước ngoài, nó cho thấy đây là một thế giới song song giống như một không gian thông tin rất thiên vị bởi vì biểu tình tại Nhật Bản chỉ được công bố trên truyền thông internet Nhật Bản.[52]
- Dư luận trên internet: Trên internet, cư dân mạng Nhật Bản viết rằng 'trong khi truyền thông Hoa Kỳ và châu Âu công bố, tại sao truyền thông Nhật Bản không công bố?', 'liệu có áp lực nào đó ở đây không?', 'mặc dù diễu hành về phía đài truyền hình NHK nhưng NHK không công bố tin tức', 'bạn có quan tâm về đảng Dân chủ không?'.[5][53][57] Một số ý kiến cho rằng Trung Quốc vô ơn với Nhật Bản, Nhật Bản tăng Hỗ trợ Phát triển Chính thức (ODA) cho Trung Quốc nhưng khi kinh tế phát triển thì Trung Quốc tăng cường tiềm lực quân sự và đòi hỏi quần đảo Senkaku cùng với Okinawa.[10]
- Truyền thông Nhật Bản: Yukan Fuji phủ nhận sự tồn tại các quy định tin tức đối với các cuộc biểu tình không được chú ý đang trở nên lan rộng bất ngờ.[5] Sankei Shimbun trong mục tin tức ngày 10 tháng 10 đã tóm lược cuộc biểu tình ngày 2 tháng 10.[2] Bình luận viên Masaaki Harukawa của Yomiuri Telecasting Corporation trong một buổi phát sóng Thông tin trực tiếp Miyaneya vào ngày 18 tháng 10 đã nói rằng 'không phải là người bình thường khi tham gia vào những cuộc biểu tình này'. Các bình luận chỉ trích từ những người biểu tình ào ạt nhắm đến blog của Masaaki Harukawa,[58] Masaaki Harukawa viết một lời xin lỗi trên blog vào ngày hôm sau.[59]
- Truyền thông quốc tế: Thời báo Hoàn Cầu (truyền thông Trung Quốc) công bố rằng không thấy sự quan tâm của truyền thông chính thống Nhật Bản tại biểu tình Shibuya.[60] Chosun Ilbo (truyền thông Hàn Quốc) báo cáo rằng 'Nhật Bản quan tâm nhiều đến các cuộc biểu tình bài Nhật hơn là biểu tình bài Trung. Phạm vi đưa tin của truyền thông Nhật Bản tập trung nhiều vào biểu tình bài Nhật tại Trung Quốc hơn là biểu tình bài Trung trong nước'.[61]

### Hoạt động được xác nhận
| Ngày        | Thành phố                     | Người biểu tình                | Nhà tổ chức | Nguồn              |
| ----------- | ----------------------------- | ------------------------------ | --- | ------------------ |
| 2 tháng 10  | Nagoya, Aichi                 | khoảng 400                     | Cố lên Nhật Bản! Uỷ ban Hành động Quốc gia | [ 6 ]              |
| 2 tháng 10  | Shibuya, Tokyo                | khoảng 2.700                   | Cố lên Nhật Bản! Uỷ ban Hành động Quốc gia | [ 4 ]              |
| 3 tháng 10  | Naha, Okinawa                 | khoảng 1.500                   | Uỷ ban hành pháp bảo vệ quần đảo Senkaku | [ 7 ]              |
| 16 tháng 10 | Ginowan, Okinawa              | khoảng 700                     | Cố lên Nhật Bản! Uỷ ban Hành động Quốc gia | [ 9 ]              |
| 16 tháng 10 | Minato, Tokyo                 | khoảng 6.000 hoặc khoảng 2.600 | Uỷ ban hành pháp Okinawa bảo vệ quần đảo Senkaku khỏi sự xâm lược lãnh hải của Trung Quốc | [ 8 ] [ 9 ] [ 62 ] |
| 17 tháng 10 | Akihabara, Tokyo              | khoảng 200                     | Hiệp hội công dân không cho phép đặc quyền tại Nhật Bản (Zaitokukai) - Bài hại đền - Hội khôi phục chủ quyền - Xã hội công dân bảo vệ Nhật Bản - Uỷ ban nghiên cứu kinh tế - Thiên Phong hội - Chiến dịch trục xuất tội phạm nước ngoài - Hội khôi phục tự vệ vốn có của Nhật Bản                                            |                    |
| 22 tháng 10 | Ōsaka, Ōsaka                  | khoảng 1.000                   | Uỷ ban hành pháp Kinki bảo vệ quần đảo Senkaku | [ 19 ]             |
| 23 tháng 10 | Takamatsu, Kagawa             | khoảng 300                     | Cố lên Nhật Bản! Uỷ ban Hành động Quốc gia | [ 20 ]             |
| 24 tháng 10 | Sapporo, Hokkaidō             | khoảng 70                      | Văn phòng chi nhánh Hokkaido - Gió Bắc Hokkaido - Hội phẫn ưu anh hùng - Câu lạc bộ khoa học con đường tơ lụa Nhật Bản - Hội ủy viên nghìn người hòa bình tân Nagasaki Hiroshima - Đảng Meiji, trụ sở tân phong Hokkaido - Hội sáng lập sách giáo khoa lịch sử mới chi nhánh Sapporo - Hội nghị chiến lược lãnh hải Nhật Bản | [ 63 ]             |
| 31 tháng 10 | Nagoya, Aichi                 | khoảng 650                     | Cố lên Nhật Bản! Uỷ ban Hành động Quốc gia | [ 21 ]             |
| 6 tháng 11  | Chiyoda, Tokyo và Chūō, Tokyo | khoảng 4.500                   | Cố lên Nhật Bản! Uỷ ban Hành động Quốc gia | [ 23 ]             |
| 13 tháng 11 | Yokohama, Kanagawa            | khoảng 100                     | Hiệp hội công dân không cho phép đặc quyền tại Nhật Bản (Zaitokukai) |                    |
| 13 tháng 11 | Yokohama, Kanagawa            | khoảng 3.500                   | Cố lên Nhật Bản! Uỷ ban Hành động Quốc gia | [ 1 ]              |
| 14 tháng 11 | Yokohama, Kanagawa            | khoảng 1.600                   | Cố lên Nhật Bản! Uỷ ban Hành động Quốc gia | [ 1 ]              |
| 20 tháng 11 | Ōsaka, Ōsaka                  | khoảng 3.300                   | Cố lên Nhật Bản! Uỷ ban Hành động Quốc gia | [ 1 ]              |
| 1 tháng 12  | Chiyoda, Tokyo                | khoảng 1.700                   | Cố lên Nhật Bản! Uỷ ban Hành động Quốc gia | [ 27 ]             |
| 5 tháng 12  | Kobe, Hyōgo                   | khoảng 1.000                   | Cố lên Nhật Bản! Uỷ ban Hành động Quốc gia |                    |
| 18 tháng 12 | Shibuya, Tokyo                | khoảng 4.000                   | Cố lên Nhật Bản! Uỷ ban Hành động Quốc gia | [ 28 ]             |

## Biểu tình tại Trung Quốc

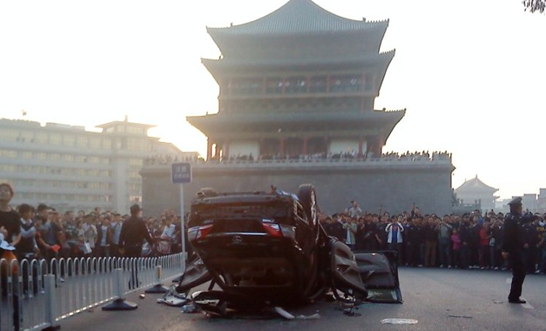
Ô tô bị lật nhào ở biểu tình bài Nhật tại Tây An vào ngày 20 tháng 10 năm 2010.

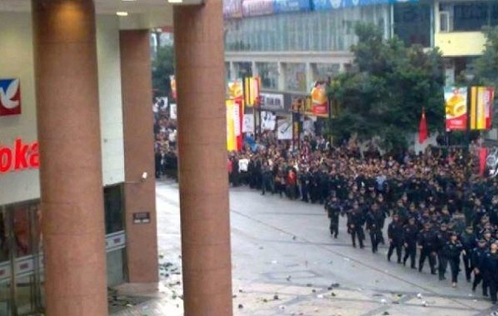
Biểu tình bài Nhật tại Thành Đô vào ngày 30 tháng 10 năm 2010.

### Bối cảnh
Những cuộc biểu tình bài Nhật rải rác bắt đầu nổ ra tại Trung Quốc sau vụ va chạm tàu Senkaku năm 2010. Rất nhiều người biểu tình trẻ tuổi ở Trung Quốc sinh vào thập niên 1980 và thập niên 1990 bị dung dưỡng tâm lý bài Nhật ở Trung Quốc thông qua giáo dục chủ nghĩa yêu nước của Tổng Bí thư Đảng Cộng sản Trung Quốc Giang Trạch Dân, chính phủ Trung Quốc dùng tâm lý bài Nhật ở Trung Quốc để làm lối thoát cho những bất mãn trong xã hội Trung Quốc. Những cuộc biểu tình chống chính phủ Trung Quốc bị ngăn chặn.
Ngày 18 tháng 9 trùng với thời điểm tưởng niệm sự kiện Phụng Thiên, khoảng 1.000 người Trung Quốc tập trung phản đối trước Tổng lãnh sự quán Nhật Bản tại New York với khẩu hiệu 'Điếu Ngư là một phần lãnh thổ Trung Quốc'. Cùng ngày, khoảng hơn 100 người diễu hành biểu tình trước Đại sứ quán Nhật Bản tại Bắc Kinh nhưng bị cảnh sát ngăn cản, một cuộc biểu tình khác xảy ra trước Tổng lãnh sự quán Nhật Bản tại Thượng Hải. Cùng thời gian, vài trăm người biểu tình diễu hành với quốc kỳ Cộng hòa Nhân dân Trung Hoa và hát Nghĩa dũng quân tiến hành khúc trên đường Hướng Hoa Cường tại Thâm Quyến, vài trăm cảnh sát Trung Quốc ngăn cản và bắt giữ ba người biểu tình, nhóm người biểu tình cáo buộc cảnh sát phản bội. Một vài người biểu tình phản đối trước Lãnh sự quán Nhật Bản tại Thẩm Dương, cảnh sát tại Quảng Châu thắt chặt an ninh và ngăn cản biểu tình kêu gọi trên internet, một nhóm người biểu tình phản đối trước Tổng lãnh sự quán Nhật Bản tại Hồng Kông, một nhóm khác tại Hồng Kông đốt hàng hóa Nhật Bản tại Sa Điền. Ngày 16 tháng 10 theo báo cáo của Tân Hoa Xã, khoảng hơn 10.000 người biểu tình tại ở ít nhất ba thành phố tại Trung Quốc gồm Trịnh Châu thuộc Hà Nam, Tây An thuộc Thiểm Tây, Hàng Châu thuộc Chiết Giang. Hàng nghìn người biểu tình bài Nhật bất ngờ nổ ra tại Thành Đô thuộc Tứ Xuyên, đại siêu thị Ito-Yokado và Isetan bị người biểu tình đập phá cửa sổ, cửa chớp, tủ trưng bày. Một cô gái mặc Hán phục tại Thành Đô bị một nhóm sinh viên đại học biểu tình bài Nhật cực đoan cưỡng ép cởi và đốt Hán phục vì cho rằng đó là kimono. Hơn 7.000 người biểu tình tại Tây An thuộc Thiểm Tây trở nên bạo lực và đốt quốc kỳ Nhật Bản, đập phá cửa hàng Mizuno và cửa hàng Canon, đập vỡ kính một nhà hàng ẩm thực Nhật Bản, nhiều ô tô nhãn hiệu Nhật Bản bị đập phá trước tháp Đại Nhạn. Trong các cuộc biểu tình, những biểu ngữ như 'thu hồi và giải phóng Okinawa' hoặc 'đập tan Tiểu Nhật Bản' được giơ lên. Cùng ngày trên internet Trung Quốc, một loạt lời kêu gọi người Trung Quốc biểu tình phản đối sự kiện người Nhật biểu tình trước Đại sứ quán Trung Quốc tại Tokyo. Thiết quân luật được áp dụng tại Tây An vào tối ngày 16 tháng 10, sinh viên các trường đại học tại Tây An vào ngày 17 tháng 10 bị cấm ra ngoài và chịu quản thúc lại ký túc xá.
Ngày 17 tháng 10 tại Miên Dương thuộc Tứ Xuyên, hơn 10.000 người biểu tình bài Nhật tập hợp thành đám đông bạo lực, tấn công các nhà hàng ẩm thực Nhật Bản và các cửa hàng điện tử gia dụng Nhật Bản cũng như đập phá ô tô nhãn hiệu Nhật Bản. Theo Sankei Shimbun, cảnh sát Trung Quốc điều phối giao thông gần đó nhưng cuộc biểu tình không dừng lại. Sankei Shimbun cho biết nhiều người trẻ đập phá xe nhãn hiệu Nhật Bản và người dân gần đó kéo đến tham gia sau đó; đồng thời dẫn lại lời một người Trung Quốc tham gia biểu tình ở Miên Dương 'Tôi đã rất điên rồ đến nỗi tôi không biết mình đang phản kháng gì', một người đàn ông Trung Quốc thuật lại 'Họ không quan tâm đến khẩu hiệu. Họ rất phấn khích', một phụ nữ ở khu phố gần đó cho biết 'khi tôi ở nhà, tôi được một người quen rủ đi vì nó rất thú vị'. Ngày 18 tháng 10, khoảng 2.000 người biểu tình bài Nhật diễu hành tại Vũ Hán thuộc Hồ Bắc, cảnh sát cho phép biểu tình nhưng ngăn chặn bạo loạn. Biểu tình ở Vũ Hán bắt đầu diễu hành với khoảng 1.000 người tại quảng trường Quang Cốc, người biểu tình giương cao quốc kỳ Cộng hòa Nhân dân Trung Hoa và hát Nghĩa dũng quân tiến hành khúc cùng khẩu hiệu tẩy chay hàng hóa Nhật Bản, một số người biểu tình tấn công cửa hàng của các công ty Nhật Bản và đập phá ô tô nhãn hiệu Nhật Bản, các trường đại học tại Vũ Hán cấm sinh viên tham gia biểu tình bài Nhật. Cùng ngày tại Vũ Hán, khoảng 1.000 người biểu tình chống lại chính sách cưỡng chế di rời của chính phủ Trung Quốc nhưng bị cảnh sát Trung Quốc giải tán.
Ngày 23 tháng 10 tại Đức Dương thuộc Tứ Xuyên, khoảng 1.000 người biểu tình kêu gọi tẩy chay hàng hóa Nhật Bản, một số người biểu tình đập phá ô tô nhãn hiệu Nhật Bản. Một số phóng viên nước ngoài cùng với truyền thông đại chúng Nhật Bản đưa tin về biểu tình bài Nhật bị cảnh sát Trung Quốc ngăn cản tiếp cận với lý do 'đảm bảo an toàn cá nhân', sau đó bị buộc rời khỏi thành phố. Các phóng viên nước ngoài được quan sát trên xe buýt công cộng nhỏ và được cảnh sát thuyết phục rằng 'không có gì ở Đức Dương', 30 phút sau có khoảng 100 thanh niên người Trung Quốc bắt đầu diễu hành với biểu ngữ màu đỏ 'đất mẹ cần tiếng nói của mọi người'.
Ngày 24 tháng 10, hàng trăm đến hàng nghìn người biểu tình bài Nhật diễu hành tại Lan Châu thuộc Cam Túc và Bảo Kê thuộc Thiểm Tây. Biểu tình diễu hành tại Lan Châu bắt đầu  từ quảng trường với khoảng 100 người và tăng lên quy mô vài trăm người quá khích hô to khẩu hiệu 'giết tất cả người Nhật', cảnh sát Trung Quốc xuất hiện và thuyết phục giải tán sau khi nhóm biểu tình diễu hành vài km, một cuộc biểu tình bài Nhật lại tiếp diễn tại quảng trường với những tiếng hô to 'đập tan sản phẩm Sony'. Biểu tình tại Bảo Kê không chỉ bài Nhật mà còn phản đối 'công chức tham nhũng và giá nhà đắt đỏ' cũng như 'bất bình đẳng kinh tế và tự do báo chí', một biểu ngữ 'ủng hộ đa đảng' chỉ trích chế độ độc tài một đảng của đảng Cộng sản Trung Quốc, một biểu ngữ ghi rõ 'chào mừng Mã Anh Cửu (Tổng thống Trung Hoa Dân quốc)', một số quan điểm Twitter cho rằng 'cơ hội biểu tình bài Nhật để chỉ trích chính phủ Trung Quốc. Những người biểu tình bài Nhật chỉ trích chính phủ Trung Quốc bị cảnh sát bắt giữ, chính quyền địa phương đóng cửa một trường đại học trong thành phố Bảo Kê vào ngày 25 tháng 10 vì lo sợ tái diễn biểu tình và cảnh báo sinh viên sẽ bị đuổi học nếu tham gia biểu tình. Trên internet Trung Quốc, một số ý kiến ca ngợi biểu tình chống chính phủ Trung Quốc như 'biểu tình bài Nhật thay đổi rực rỡ thành biểu tình chống Đảng Cộng sản Trung Quốc. Cùng ngày, một cuộc biểu tình bài Nhật diễn ra tại Nam Kinh thuộc Giang Tô với khoảng 100 người tham gia và đám đông nhanh chóng tăng lên vài trăm người nhưng bị cảnh sát Trung Quốc giải tán.
Ngày 26 tháng 10, thành phố trực thuộc trung ương Trùng Khánh diễn ra biểu tình bài Nhật với khoảng 1.000 người hô to khẩu hiệu 'trả lại Điếu Ngư'. Khoảng 20 nhà quản lý các công ty Trung Quốc ban đầu lên kế hoạch cho cuộc biểu tình bài Nhật tại quảng trường Triều Thiên Môn trong thành phố, quy mô biểu tình bài Nhật mở rộng với sinh viên và nhóm người quá khích tham gia, cảnh sát ban đầu thuyết phục dừng biểu tình bài Nhật và cho phép diễu hành với điều kiện nếu 'biểu tình ôn hòa'. Đám đông biểu tình bài Nhật với quy mô 1.000 người hướng đến Tổng lãnh sự quán Nhật Bản tại Trùng Khánh cách đó 5 km, những người biểu tình cố xâm nhập vào tòa nhà Tổng lãnh sự quán Nhật Bản nhưng bị cảnh sát Trung Quốc ngăn chặn, một số người biểu tình đốt quốc kỳ Nhật Bản trước tòa nhà. Biểu tình bài Nhật trước Tổng lãnh sự quán Nhật Bản tiếp tục kéo dài khoảng 2 giờ, sau đó đám đông biểu tình kéo đến trước chi nhánh Uniqlo tại trung tâm thương mại bị khoảng 1.000 cảnh sát Trung Quốc giải tán. Cùng ngày, 100 người ký tên đề nghị chính phủ Trung Quốc thả tự do cho nhà văn đạt giải Nobel Hòa bình 2010 Lưu Hiểu Ba. Ngày 30 tháng 10, một cuộc biểu tình được kêu gọi trên internet tại quảng trường thành phố Ngân Xuyên thuộc Ninh Hạ, khoảng 100 cảnh sát bao quanh quảng trường thành phố và các phóng viên Nhật Bản bị  ngăn cản tiếp cận.
Ngày 14 tháng 11, các cuộc biểu tình bài Nhật được kêu gọi trên internet tại Trường Sa thuộc Hồ Nam và Đan Đông thuộc Liêu Ninh, biểu tình không diễn ra vì cảnh sát thắt chặt an ninh. Khoảng 15 giờ cùng ngày tại Trường Sa, khoảng 10 người đi đến một cửa hàng bách hóa Nhật Bản dường như để tập trung biểu tình, cảnh sát tiến hành bắt giữ. Ngày 16 tháng 11, biểu tình bài Nhật được kêu gọi tại Hàng Châu thuộc Chiết Giang và Nam Xương tại Giang Tây, cảnh sát thắt chặt an ninh và ngăn chặn biểu tình.

### Vấn đề truyền thông Trung Quốc
Ngay sau vụ va chạm tàu Senkaku năm 2010, đảng Cộng sản Trung Quốc điều chỉnh các báo cáo về biểu tình bài Nhật tại Trung Quốc thông qua truyền thông tin tức nội địa, Bộ Tuyên truyền Trung ương Đảng Cộng sản Trung Quốc phát hành một thông báo gồm năm mục:
1. Biểu tình bài Nhật bị cấm báo cáo độc lập, giới hạn trong các bài viết từ Tân Hoa Xã
2. Báo cáo về chính trị cánh hữu Nhật Bản dựa trên quan điểm của Bộ Ngoại giao Cộng hòa Nhân dân Trung Hoa
3. Không đăng biểu tình bài Nhật tại Trung Quốc ở một vị trí nổi bật
4. Các sự cố bất ngờ liên quan đến Nhật Bản được xử lý theo chỉ đạo của các nhà quản lý truyền thông
5. Các báo cáo khác liên quan đến Nhật Bản được giới hạn sử dụng các bài viết từ Tân Hoa Xã.[107][108]

Thông báo ngăn chặn truyền thông Trung Quốc báo cáo tự do, chính phủ Trung Quốc cũng hạn chế truyền thông nước ngoài (ngoại trừ truyền thông Nhật Bản). Ngoài việc chính phủ Trung Quốc xem xét lại quan hệ Nhật Bản–Trung Quốc, một số nhà quan sát cho rằng chuỗi biểu tình được khởi phát từ truyền thông bị hạn chế thể hiện sự thiếu kiên nhẫn của chính phủ Trung Quốc cũng như nhằm kiềm chế tình trạng bất ổn xã hội và chỉ trích chính phủ Trung Quốc. Tân Hoa Xã, Tân văn xã Trung Quốc, Nhân Dân nhật báo không có báo cáo về biểu tình bài Nhật quy mô lớn tại Trung Quốc; đài Truyền hình Phượng Hoàng của Hồng Kông trích dẫn lại báo cáo của Tân Hoa Xã sau 12 giờ kể từ khi các sự kiện xảy ra. Tân Hoa Xã ngày 16 tháng 10 báo cáo về biểu tình của chính trị cánh hữu Nhật Bản nhưng bị xóa sau vài giờ, các kênh truyền thông chính thống khác tại Trung Quốc không có báo cáo nào.

### Bình luận truyền thông
- Dư luận trên internet: Ngày 15 tháng 11, một phụ nữ người Trung Quốc hoạt động trực tuyến bị cảnh sát bắt giữ với mức án 1 năm lao động cưỡng bức vì đăng lại câu hỏi 'hãy đến Thượng Hải ngay lập tức, đập phá các gian hàng Nhật Bản' với bình luận 'tuổi trẻ giận dữ, tấn công' trên Twitter ngày 17 tháng 10. Giám đốc khu vực châu Á-Thái Bình Dương của Ân xá Quốc tế là Sam Zarifi nói rằng 'Bằng cách lặp lại các quan điểm được hiểu rõ ràng là châm biếm, việc đầy ải ai đó đến một nơi lao động cưỡng bức trong một năm mà không cần xét xử, bạn có thể thấy bao nhiêu người Trung Quốc bị đàn áp quan điểm trực tuyến. Đây có lẽ là cư dân mạng Trung Quốc đầu tiên trở thành một tù nhân chính trị chỉ vì một dòng Twitter'.[111] Khoảng 9 giời tối ngày 26 tháng 10, Thời báo Hoàn Cầu khảo sát hơn 20.000 cư dân mạng Trung Quốc, 98% cho rằng Nhật Bản không thành tâm cải thiện quan hệ Trung–Nhật.[112]
- Truyền thông Trung Quốc: Ngày 24 tháng 10, Nhân Dân nhật báo xuất bản bài viết 'mạng lưới nhân dân' với bình luận rằng 'bạn phải thể hiện chủ nghĩa yêu nước của mình bằng lý trí' và tránh xa việc gắn kết trực tiếp với các cuộc biểu tình bài Nhật.[113] Ngày 26 tháng 10, Nhân Dân nhật báo xuất bản bài viết đề cập đến các cuộc biểu tình bài Nhật nói rằng 'cách thể hiện chủ nghĩa yêu nước nhiệt huyết như thế nào là rất quan trọng', 'nếu không lý trí dựa trên pháp luật thì không thể đảm bảo duy trì trật tự xã hội và phát triển kinh tế, vô ích với cuộc sống của dân tộc, 'cần thể hiện cho thế giới thấy sức mạnh, sự đoàn kết, lý trí, dũng khí của người Trung Quốc với vị thế của một cường quốc.[114] Liên hợp Tảo báo nhận xét 'các áp phích tuyên truyền diễu hành tại Trùng Khánh lưu hành trên internet giống với Thành Đô, áp phích tại Vũ Hán và Tây An có những điểm tương đồng, nhưng tất cả định dạng áp phích đều nhất quán khi cùng cho biết thời gian, địa điểm gặp mặt, tuyến đường diễu hành và khẩu hiệu. Tuy nhiên, những áp phích này đã nhanh chóng bị xóa, sau ba ngày biểu tình thì chỉ dẫn tuyến đường diễu hành đã bị gỡ'.[82] Sina Weibo xuất bản xã luận nói rằng 'Nước có thể đẩy một con thuyền đi và cũng có thể làm chìm con thuyền. Điều tương tự này cũng đúng với dư luận quần chúng. Các quốc gia phương Tây sử dụng dư luận quần chúng để gây áp lực lên Trung Quốc và có thể 'gậy ông đập lưng ông'. Đối với Trung Quốc, điều tương tự đã xảy ra'.[115] Đại Kỷ Nguyên nói rằng 'đảng Cộng sản Trung Quốc không thể giải quyết các tranh chấp liên quan đến nước ngoài, phải đe dọa Hoa Kỳ và Nhật Bản bằng những người dân mà họ luôn áp bức, nhưng sợ rằng sự giận dữ của chủ nghĩa dân tộc Trung Quốc bị kích động cuối cùng chỉ ra chế độ tham nhũng của đảng Cộng sản Trung Quốc. Vì vậy, biểu tình bài Nhật đã bị kiểm soát chặt chẽ và chặn thông điệp'.[110] Đại Kỷ Nguyên cũng chỉ ra nội dung 'Hiệp ước Đông Hải' được ký kết giữa đảng Cộng sản Trung Quốc và Nhật Bản năm 2008, hiệp ước cho phép các công ty Nhật Bản phát triển tại biển Hoa Đông để đổi lấy việc thủ tướng Nhật Bản Kan Naoto tham dự khai mạc Thế vận hội Mùa hè 2008 tại Bắc Kinh. Sau vụ va chạm tàu Senkaku năm 2010, ngành đánh cá tư nhân Trung Quốc nộp đơn xin bãi bỏ hiệp ước lên Bộ Ngoại giao Cộng hòa Nhân dân Trung Hoa và Đại hội đại biểu Nhân dân toàn quốc.[69]
- Truyền thông quốc tế: Tokyo Shimbun cho rằng chính phủ Trung Quốc muốn kiềm chế biểu tình bài Nhật bằng cách đề cập trên internet vì những người trẻ thường sử dụng internet và là thành phần chính của một loạt các cuộc biểu tình.[113] Asahi Shimbun dẫn lời một thanh niên khoảng 20 tuổi người Trung Quốc tham gia biểu tình với sự bất mãn về giá nhà quá đắt 'chính phủ Trung Quốc chả làm gì cả, giá nhà đã tăng vọt đến mức mà những người dân bình thường không thể chạm tới. Biểu tình bài Nhật là cơ hội quý giá để thể hiện sự thất vọng'.[97] Asahi Shimbun cho rằng 'người Trung Quốc bất mãn với bất bình đẳng kinh tế ngày càng lớn và vấn đề tham nhũng đã tham gia biểu tình, chính phủ Trung Quốc cảm nhận một khả năng khủng hoảng có thể biến thành chống chính phủ'.[116] Asahi Shimbun tiết lộ 'chính phủ Trung Quốc cho phép biểu tình bài Nhật diễn ra tại ba thành phố ở Trung Quốc vào ngày 16 tháng 10 sau khi tiếp nhận đơn xin biểu tình, nhưng động lực của cuộc biểu tình lan truyền trên internet vượt quá các giả định của chính quyền và bị mất kiểm soát, chẳng hạn như biểu tình diễn ra tại Miên Dương và Vũ Hán chưa nộp đơn xin phép'.[117] Sankei Shimbun nhận xét trong khi hủy bỏ hội nghị thượng đỉnh Trung-Nhật tại Hội nghị cấp cao Đông Á lần thứ 5 tổ chức ở Hà Nội ngày 29 tháng 10, 'chính phủ Trung Quốc tin rằng nếu biểu tình bài Nhật lan rộng, chỉ trích chính phủ và các vấn đề bất ổn xã hội sẽ chắc chắn lan rộng, an ninh tiếp tục được tăng cường xung quanh các thành phố kêu gọi biểu tình cũng như Đại sứ quán Nhật Bản tại Bắc Kinh và Lãnh sự quán Nhật Bản trên khắp Trung Quốc'.[104][118] Kyodo News dẫn lời một sinh viên người Trung Quốc tại Nam Kinh nói rằng 'tôi không thích Nhật Bản thông qua giáo dục lịch sử, đó là lý do lớn nhất để bài Nhật. Mặt khác, tôi thích anime và video game Nhật Bản, rất nhiều thứ khác. Tôi hy vọng khuyến khích trao đổi văn hóa với Nhật Bản. Cảm xúc thật phức tạp'. Sinh viên người Trung Quốc khác nói rằng 'với sự phát triển của toàn cầu hóa, thế giới sẽ trở thành một ngôi làng. Chúng ta sử dụng rất nhiều hàng hóa Nhật Bản và tôi không đồng tình với đòi hỏi 'tẩy chay hàng hóa Nhật Bản' trong các cuộc biểu tình ở nhiều nơi'.[119] NHK cho biết 'khi biểu tình bài Nhật được kêu gọi trên internet, chính phủ Trung Quốc ngay lập tức xóa bỏ nhưng lời kêu gọi biểu tình được xuất bản lại ngay lập tức, biểu tình bài Nhật có thể lan rộng hơn nữa'.[120] Yahoo! Nhật Bản nhận xét 'chính phủ Trung Quốc thường cưỡng chế di rời bằng một khoản tiền bồi thường nhỏ để phát triển hoặc tịch thu đất nông nghiệp, điều này đã trở thành một vấn đề xã hội lớn. Có một ý kiến trên internet Trung Quốc nói rằng 'trước tiên chúng ta nên bảo vệ nhà cửa và đất đai của mình trước khi hét lên bảo vệ Điếu Ngư'';[67] đồng thời tiết lộ về biểu tình tại Thành Đô khi 'hội đồng sinh viên của mỗi trường đại học đã bắt đầu chuẩn bị từ một tháng trước. Tất cả sinh viên đại học Trung Quốc đều chịu sự chỉ dẫn của chính phủ và đảng Cộng sản Trung Quốc, không được hoạt động chính trị tự do'.[121] Chunichi Shimbun cho biết trong biểu tình bài Nhật tại Thành Đô ngày 16 tháng 10, phó chủ tịch nhà hàng ẩm thực Nhật Bản 'Hokkaido' là Dương Phương 29 tuổi đang mang thai 4 tháng đã chắp tay cầu xin trong nước mắt với người Trung Quốc biểu tình và chạy thoát khỏi làn sóng người biểu tình ào ạt với tiếng la hét 'phá hủy một nhà hàng Nhật Bản'.[122] Ehime Shimbun so sánh biểu tình bài Nhật tại Trung Quốc với AQ chính truyện của Lỗ Tấn: 'AQ là kẻ dốt nát và rất yêu bản thân... 'Tinh thần AQ' tự biện hộ cho bản thân giống như chính người Trung Quốc đầu thế kỷ 20... Căng thẳng vấn đề quần đảo Senkaku gia tăng cũng giống như biểu tình bài Nhật công khai 5 năm trước. Một số kẻ đã trở nên bạo lực, nhưng sự bất mãn sẽ được làm dịu đi trước khi nhắm đến chính phủ Trung Quốc hoặc đảng Cộng sản Trung Quốc. Nếu khao khát tự do, bạn sẽ bị niêm phong giống như nhà văn đạt giải Nobel Hòa bình 2010 Lưu Hiểu Ba nói không ghét AQ... 'Trên mặt đất vốn làm gì có đường. Người ta đi mãi thì thành đường thôi' là câu nói nổi tiếng trong Cố hương của Lỗ Tấn. Nỗi sầu và hy vọng của một nhà văn quốc gia mơ ước về 'một cuộc sống mới' đã được Lưu Hiểu Ba và những người khác thừa hưởng'.[123] J-CAST cho rằng 'chính phủ Trung Quốc cảm nhận một khả năng khủng hoảng mạnh mẽ rằng nếu biểu tình bài Nhật lan rộng sẽ dẫn đến chống chính phủ'.[64]

### Hoạt động được xác nhận
| Ngày        | Thành phố              | Người biểu tình               | Ghi chú | Nguồn                       |
| ----------- | ---------------------- | ----------------------------- | --- | --------------------------- |
| 18 tháng 9  | New York, Hoa Kỳ       | khoảng 1.000                  | tưởng niệm sự kiện Phụng Thiên lần thứ 79 | [ 70 ]                      |
| 18 tháng 9  | Bắc Kinh               | hơn 100                       | tưởng niệm sự kiện Phụng Thiên lần thứ 79 | [ 71 ] [ 72 ] [ 73 ] [ 74 ] |
| 18 tháng 9  | Thâm Quyến, Quảng Đông | vài trăm                      | tưởng niệm sự kiện Phụng Thiên lần thứ 79 | [ 71 ] [ 72 ] [ 73 ] [ 74 ] |
| 18 tháng 9  | Thẩm Dương, Liêu Ninh  | vài người                     | tưởng niệm sự kiện Phụng Thiên lần thứ 79 | [ 71 ] [ 72 ] [ 73 ] [ 74 ] |
| 18 tháng 9  | Quảng Châu, Quảng Đông | 0                             | tưởng niệm sự kiện Phụng Thiên lần thứ 79 | [ 71 ] [ 72 ] [ 73 ] [ 74 ] |
| 18 tháng 9  | Hồng Kông              | không xác định                | tưởng niệm sự kiện Phụng Thiên lần thứ 79 | [ 71 ] [ 72 ] [ 73 ] [ 74 ] |
| 16 tháng 10 | Thành Đô, Tứ Xuyên     | khoảng 2.000                  | | [ 10 ] [ 76 ] [ 77 ]        |
| 16 tháng 10 | Tây An, Thiểm Tây      | khoảng 7.000                  | | [ 10 ] [ 76 ] [ 77 ]        |
| 16 tháng 10 | Trịnh Châu, Hà Nam     | không xác định hoặc vài nghìn | Người biểu tình hô to 'đất mẹ', sinh viên trở lại học sau 3 tiếng biểu tình                                                                                                  | [ 10 ] [ 76 ] [ 77 ]        |
| 17 tháng 10 | Miên Dương, Tứ Xuyên   | hơn 10.000                    | | [ 85 ]                      |
| 18 tháng 10 | Vũ Hán, Hồ Bắc         | khoảng 2.000                  | | [ 89 ]                      |
| 18 tháng 10 | Vũ Hán, Hồ Bắc         | khoảng 1.000                  | biểu tình phản đối chính sách cưỡng chế di rời của chính phủ Trung Quốc, cảnh sát giải tán                                                                                   | [ 67 ]                      |
| 23 tháng 10 | Đức Dương, Tứ Xuyên    | khoảng 1.000                  | | [ 90 ]                      |
| 24 tháng 10 | Lan Châu, Cam Túc      | vài trăm                      | | [ 93 ]                      |
| 24 tháng 10 | Bảo Kê, Thiểm Tây      | vài trăm                      | phản đối 'công chức tham nhũng và giá nhà đắt đỏ' cũng như 'bất bình đẳng kinh tế và tự do báo chí', ủng hộ đa đảng và chỉ trích chế độ độc tài của đảng Cộng sản Trung Quốc | [ 94 ] [ 95 ] [ 96 ] [ 97 ] |
| 24 tháng 10 | Nam Kinh, Giang Tô     | vài trăm                      | giải tán và chưa đạt mục đích | [ 99 ]                      |
| 26 tháng 10 | Trùng Khánh            | khoảng 1.000                  | | [ 96 ] [ 102 ]              |
| 30 tháng 10 | Ngân Xuyên, Ninh Hạ    | không xác định                | phóng viên Nhật Bản bị ngăn cản tiếp cận | [ 104 ]                     |
| 14 tháng 11 | Trường Sa, Hồ Nam      | khoảng 10                     | bắt giữ và chưa đạt mục đích | [ 105 ]                     |
| 14 tháng 11 | Đan Đông, Liêu Ninh    | 0                             | kêu gọi trên internet, cảnh sát thắt chặt an ninh và ngăn chặn biểu tình | [ 105 ] [ 106 ]             |
| 16 tháng 11 | Hàng Châu, Chiết Giang | 0                             | kêu gọi trên internet, cảnh sát thắt chặt an ninh và ngăn chặn biểu tình | [ 105 ] [ 106 ]             |
| 16 tháng 11 | Nam Xương, Giang Tây   | 0                             | kêu gọi trên internet, cảnh sát thắt chặt an ninh và ngăn chặn biểu tình | [ 105 ] [ 106 ]             |

## Phản ứng

### Hoa Kỳ
Ngày 21 tháng 9, Người phát ngôn của Bộ Ngoại giao Hoa Kỳ Mark Toner nói rằng 'Washington hy vọng tranh cãi được giải quyết thông qua các biện pháp ngoại giao phù hợp'. Ngày 5 tháng 10, Người phát ngôn của Bộ Ngoại giao Hoa Kỳ Mark Toner thông cáo kế hoạch tập trận phòng thủ đảo chung tại Okinawa giữa Quân đội Hoa Kỳ và Lực lượng Phòng vệ Nhật Bản vào tháng 12 cùng năm. Ngày 9 tháng 11 trong cuộc phỏng vấn với Sina Weibo, người phát ngôn của Đại sứ quán Hoa Kỳ tại Trung Quốc Bao Nhật Cường nói rằng 'trong hệ thống chính quyền liên bang Hoa Kỳ, chúng tôi rất coi trọng dư luận. Đó là một mối quan hệ có sự tham gia giữa công chúng Mỹ và chính phủ, quan điểm của họ chủ yếu hướng vào hành động của các nhà lãnh đạo, họ đồng ý với những điều gì và quan điểm của họ là gì. Điều này khiến người Mỹ rất tự nhiên quan sát dư luận những quốc gia khác, quan sát dư luận ở Trung Quốc cũng quan trọng giống như những điều chúng tôi đã thực hiện tại Hoa Kỳ'.

### Nhật Bản
Ngày 19 tháng 9, Người phát ngôn văn phòng thủ tướng Nhật Bản là Shikata Noriyuki nói rằng 'đối với vấn đề cá nhân, điều cần thiết là phản ứng bình tĩnh mà không trở nên quá cảm xúc'. Trợ lý thư ký báo chí của Bộ Ngoại giao là Matsunaga Takeshi nói rằng 'các bước đơn phương mà Trung Quốc thực hiện là đáng tiếc'. Bộ trưởng Ngoại giao Nhật Bản Maehara Seiji tuyên bố 'quần đảo Senkaku là một phần không thể thiếu của lãnh thổ Nhật Bản. Các vấn đề lãnh thổ không tồn tại trong khu vực này'. Ngày 21 tháng 9, Chánh Văn phòng Nội các Sengoku Yoshito nói rằng 'chúng ta nên cẩn trọng để không kích động chủ nghĩa dân tộc cực đoan, hẹp hòi. Vì hòa bình và phát triển của Đông Á và châu Á-Thái Bình Dương, chúng tôi muốn sử dụng tất cả các kênh liên lạc có sẵn để yêu cầu giải quyết vấn đề mà không có tình trạng căng thẳng leo thang.
Ngày 16 tháng 10, Đại sứ quán Nhật Bản tại Bắc Kinh yêu cầu Bộ Ngoại giao Cộng hòa Nhân dân Trung Hoa đảm bảo an toàn cho người Nhật và các công ty Nhật Bản trước vòng xoáy biểu tình bài Nhật. Ngày 17 tháng 10, Bộ trưởng Đặc trách chính sách tài chính kinh tế Kaieda Banri phát biểu về các cuộc biểu tình bài Nhật tại Trung Quốc 'tôi nghĩ đó vẫn là một phần của phong trào nhưng Nhật Bản phải cố gắng ngăn chặn nó bùng cháy'. Cùng ngày, tổng thư ký đảng Dân chủ Okada Katsuya nói về biểu tình bài Nhật tại Trung Quốc 'bởi vì mối quan hệ quan trọng giữa Nhật Bản và Trung Quốc, nên tuyệt đối kiềm chế kích động tâm lý dân tộc mỗi quốc gia'. Ngày 18 tháng 10 tại Uỷ ban Tài chính Tham Nghị viện, thủ tướng Nhật Bản Kan Naoto nói về thiệt hại cơ sở vật chất của các công ty Nhật Bản sau các cuộc biểu tình bài Nhật: 'Chúng tôi bày tỏ sự tiếc nuối với chính phủ Trung Quốc, yêu cầu mạnh mẽ sự an toàn của người Nhật và các công ty Nhật Bản', nhấn mạnh Nhật Bản và Trung Quốc cần phải bình tĩnh để tăng cường tương hỗ chiến lược. Cùng ngày, Chánh Văn phòng Nội các Sengoku Yoshito nói về biểu tình bài Trung tại Tokyo ngày 16 tháng 10 rằng 'tôi kinh ngạc tự hỏi thế nào là một phản ứng quá nhạy cảm'. Ngày 19 tháng 10, Bộ trưởng Quốc phòng Nhật Bản Kitazawa Toshimi nói về biểu tình bài Nhật tại Trung Quốc: 'tôi nghĩ khắp nơi ở Trung Quốc, nhiều quan điểm khác biệt cộng hưởng và trở thành biểu tình'. Ngày 20 tháng 10, một số công ty Nhật Bản tại Trung Quốc dừng hoạt động và thành lập các bộ phận liên quan để đối phó với phá hoại từ các cuộc biểu tình bài Nhật tại Trung Quốc. Ngày 21 tháng 10, Bộ trưởng Ngoại giao Nhật Bản Maehara Seiji phủ nhận 'chính phủ Nhật Bản đồng ý đề xuất năm 1978 của Trung Quốc về "bảo vệ chủ quyền và cùng phát triển" quần đảo Senkaku'. Đó chỉ là chỉ là một suy nghĩ mong muốn của phía Trung Quốc. Ngay cả khi Trung Quốc đề xuất một kế hoạch như vậy, phía Nhật Bản sẽ không chấp nhận.
Ngày 25 tháng 10, Chánh Văn phòng Nội các Sengoku Yoshito thông báo hai tàu Hải giám Trung Quốc điều hướng vào vùng biển Nhật Bản gần quần đảo Senkaku trong buổi tối ngày 24 tháng 10 và được Lực lượng Bảo vệ bờ biển Nhật Bản xác nhận rời đi sau thời gian ngắn, Sengoku Yoshito nói 'thu thập thông tin được tăng cường, liên lạc giữa các bộ liên quan đã được thực hiện, cảnh báo được phát đi thông qua con đường ngoại giao'; Sengoku Yoshito nói về biểu tình bài Nhật tiếp diễn tại Trung Quốc 'đây không phải là trường hợp mà chúng ta có thể khó nhìn thấy tàu cá vào ban ngày và ngăn chặn Hải giám Trung Quốc đi vào lãnh hải. Nói một cách đơn giản, bạn sẽ làm gì đối với các hoạt động đổ dồn được kết nối với vùng biển và vùng lãnh thổ'. Ngày 27 tháng 10 tại Uỷ ban đối ngoại Chúng Nghị viện, Bộ trưởng Ngoại giao Nhật Bản Maehara Seiji nói về thiệt hại cơ sở vật chất của các công ty Nhật Bản bị phá hoại bởi biểu tình bài Nhật tại Trung Quốc: 'Bồi thường phá hoại nên được phía chính phủ Trung Quốc thực hiện theo luật pháp nội địa Trung Quốc, khi có một yêu cầu từ một công dân Nhật Bản bị tổn hại thì chính phủ Nhật Bản muốn đáp lại một cách thích đáng'. Ngày 17 tháng 11, thủ tướng Nhật Bản Kan Naoto tuyên bố 'Như Nhật Bản đã đề cập, không có vấn đề lãnh thổ liên quan tới quần đảo Senkaku. Trên thực tế, Senkaku là lãnh thổ vốn có của Nhật Bản, được công nhận bằng lịch sử của chúng tôi cũng như luật pháp quốc tế'.

### Trung Quốc
Ngày 19 tháng 9, Trung Quốc hủy trao đổi cấp tỉnh và cấp bộ với Nhật Bản, hủy bỏ việc tăng chuyến bay và mở rộng không phận Trung-Nhật, hoãn hội nghị toàn diện than đá Trung-Nhật. Cùng ngày trước tuyên bố Nhật Bản từ chối thả thuyền trưởng tàu cá Trung Quốc, Người phát ngôn Bộ Ngoại giao Cộng hòa Nhân dân Trung Hoa Mã Triêu Húc nói 'nếu Nhật Bản cố tình phạm sai lầm này, Trung Quốc sẽ đáp trả mạnh mẽ và tất cả hậu quả sẽ do phía Nhật Bản gánh chịu'. Thứ trưởng Bộ Ngoại giao Cộng hòa Nhân dân Trung Hoa Vương Quang Á bày tỏ 'phẫn nộ mạnh mẽ' và 'phản kháng nghiêm trọng' với Đại sứ Nhật Bản tại Trung Quốc Niwa Uichiro. Ngày 21 tháng 9, Người phát ngôn Bộ Ngoại giao Cộng hòa Nhân dân Trung Hoa Khương Du nói 'vấn đề này đã gây tổn hại nghiêm trọng đến quan hệ Nhật Bản–Trung Quốc. Chìa khóa để giải quyết vấn đề này nằm trong tay Nhật Bản'.
Ngày 16 tháng 10, Bộ Ngoại giao Cộng hòa Nhân dân Trung Hoa bày tỏ 'quan ngại nghiêm trọng' đối với phía Nhật Bản, yêu cầu đảm bảo an toàn cho Đại sứ quán và tổng lãnh sự quán Trung Quốc. Trong buổi họp báo cùng ngày, Người phát ngôn Bộ Ngoại giao Cộng hòa Nhân dân Trung Hoa Mã Triêu Húc nói: 'Có một số vấn đề nhạy cảm và nghiêm trọng giữa Trung Quốc-Nhật Bản. Chúng tôi chủ trương giải quyết thông qua đối thoại và cùng nhau bảo vệ mối quan hệ chiến lược cùng có lợi giữa hai quốc gia. Chúng tôi có thể hiểu được là có một số người Trung Quốc thể hiện sự phẫn nộ chính đáng của họ đối với những lời nói và hành động sai trái của phía Nhật Bản trong giai đoạn trước. Chính phủ Trung Quốc tin rằng người dân Trung Quốc sẽ biến lòng yêu nước nhiệt huyết thành những hành động thiết thực để thực hiện việc làm của họ, bảo vệ tình hình tổng thể về cải cách, phát triển và ổn định. Chúng tôi sẽ bảo đảm rằng lòng yêu nước đó được thể hiện một cách lý trí và đúng luật'. Ngày 17 tháng 10, thông báo trên toàn Trung Quốc nhắc nhở rằng tất cả các vụ tụ tập và biểu tình bài Nhật là bất hợp pháp, nếu vi phạm sẽ bị trừng phạt. Ngày 19 tháng 10, thủ tướng Trung Quốc Ôn Gia Bảo nói với Hoa kiều tại New York rằng 'Điếu Ngư là lãnh thổ thiêng liêng của Trung Quốc; việc bắt giữ thuyền trưởng Chiêm Kỳ Hùng là bất hợp pháp, vô lý, gây tổn hại nghiêm trọng cho thuyền trưởng và gia đình ông. Nếu phía Nhật Bản tiếp tục bám lấy cách cư xử ngoan cố, phía Trung Quốc sẽ phải có hành động và hậu quả nghiêm trọng sẽ do phía Nhật Bản gánh chịu'.
Ngày 24 tháng 10, các trường cao đẳng và đại học tại nhiều thành phố ở Trung Quốc sắp xếp lịch học cho sinh viên Trung Quốc vào thứ bảy cùng với lệnh cấm đi ra ngoài vào chủ nhật để ngăn chặn sinh viên tham gia biểu tình bài Nhật. Ngày 26 tháng 10, Người phát ngôn Bộ Ngoại giao Cộng hòa Nhân dân Trung Hoa Mã Triêu Húc nói rằng 'biểu tình bài Nhật tại Trung Quốc có thể khiến phía Nhật Bản hiểu lầm, chủ nghĩa yêu nước nên được thể hiện một cách hợp lý theo luật pháp, tôi không đồng ý với những hành vi bất hợp pháp phi lý này'. Ngày 29 tháng 10 tại Hội nghị cấp cao Đông Á lần thứ 5 tổ chức ở Hà Nội, trợ lý Bộ Ngoại giao Cộng hòa Nhân dân Trung Hoa Hồ Chính Diệu nói rằng 'do hành vi không đúng đắn của phía Nhật Bản trong quan hệ Trung-Nhật, các lãnh đạo Trung Quốc và Nhật Bản sẽ không gặp nhau tại hội nghị thượng đỉnh'. Ngày 3 tháng 11 tại Hà Nội, Người phát ngôn Bộ Ngoại giao Cộng hòa Nhân dân Trung Hoa Mã Triêu Húc phát biểu "Trung Quốc và Hoa Kỳ đã thảo luận vấn đề tăng cường hợp tác giữa Trung Quốc, Hoa Kỳ, Nhật Bản cũng như với các quốc gia khác để cùng nhau thúc đẩy hòa bình và phát triển ở khu vực Châu Á–Thái Bình Dương. Phía Hoa Kỳ đề nghị tổ chức một cuộc đối thoại ba bên chính thức giữa Trung Quốc, Hoa Kỳ, Nhật Bản. Đây chỉ là ý tưởng của phía Hoa Kỳ. Trung Quốc luôn tin rằng cần phải tận dụng triệt để các cơ chế đối tác và hợp tác châu Á–Thái Bình Dương hiện có để có thể đóng vai trò hiệu quả hơn trong việc thúc đẩy hòa bình và phát triển khu vực".

### Đài Loan
Ngày 23 tháng 10, phái đoàn điện ảnh Trung Quốc tham gia Liên hoan phim quốc tế Tokyo yêu cầu phái đoàn điện ảnh Đài Loan sử dụng 'Đài Loan, Trung Quốc' thay vì 'Đài Loan' và cùng tham gia một cuộc biểu tình Senkaku trên thảm xanh, phái đoàn Đài Loan từ chối và hủy bỏ tham dự lễ khai mạc. Người phát ngôn của Tổng thống Trung Hoa Dân quốc nói rằng 'việc đưa chính trị vào văn hóa nghệ thuật làm cảm xúc của người Đài Loan bị tổn thương nặng nề'.

## Thiệt hại kinh tế
Sau vụ va chạm tàu Senkaku năm 2010, 40% đoàn khách du lịch Trung Quốc hủy bay đến Nhật Bản, lượng vé bán tại Hàng Châu và Vũ Hán giảm mạnh. Trung Quốc dừng xuất khẩu đất hiếm sang Nhật Bản từ ngày 21 tháng 9 cùng năm.